# توني فيشر
توني فيشر (بالإنجليزية: Tony Fisher)‏ هو لاعب كرة قدم أمريكية أمريكي، ولد في 12 أكتوبر 1979 في يوكليد في الولايات المتحدة.

## وصلات خارجية
- توني فيشر على موقع مرجع كرة القدم المحترفة.كوم (الإنجليزية)